# نشأ كرب يهأمن
نشأ كرب يهأمن بن ذمار علي ذريح (نحو 50م - 100م): ملك سبأ، وتعود أصوله إلى ذي جرة.استطاع نشأكرب الارتقاء من مرتبة القيالة إلى منصب ملك سبأ، وتولى عرش سبأ ما بين العام (95م - 100م) خلفاً ليهاقم بن ذمار علي ذريح ملك سبأ.
كان نشأ كرب قيلاً (أمير) لذي جرة زمن الملوك "كرب إيل بين" و"يهاقم يرزح" (النقش: Av. Noʿḍ 9)،برز اسم نشأ كرب في عهد الملك كرب إيل بين، وفوضه الملك "كرب إيل بين" بإجراء مفاوضات مع يدع إيل ملك حضرموت، ثم شارك نشأكرب بدور قيادي في الحرب التي نشبت بين سبأ وحضرموت بعد فشل تلك المفاوضات (طالع النقش: Ja 643).
في حوالي العام 95 م، استولى نشأ كرب على عرش سبأ بعد الملك "يهاقم يرزح"، واتخذ اللقب البسيط (ملك سبأ)، وانتسب إلى ذمار علي ذريح بلقب (نشأ كرب يهأمن ملك سبأ ابن ذمار علي ذرح ملك سبأ وذي ريدان)، وقد ورد هذا اللقب في جميع نقوش نشأ كرب بعد وصوله إلى الحكم، والبالغ عددها 8 نقوش من غير المكرر، وذلك لإضفاء الشرعية على حكمه لمملكة سبأ.ويعد نشأ كرب أول ملوك بني جرة على الإطلاق، وكان محاطاً عرشه بدعم أسرته (بني جرة أقيال ذمري وقبيلتهم سماهر) الذين دافعوا عن القصر سلحين سلماً وحرباً (باضرم/وبسلم) كما يوصف ذلك النقش (Ja 561 وJa 559 - السطر 10).
في بداية القرن الثاني الميلادي، استطاع الملك "عمدان يهقبض" اسقاط الملك نشأ كرب يهأمن، وإثبات أحقيته في وراثة عرش سبأ، حيث أن والده الملك  كرب إيل وتر يهنعم. وفي فترة حكم الملك عمدان (100 - 120م)، كانت سبأ في أزهاء فترات الاستقرار والرخاء والعمران، وأسس الملك عمدان بوابته في معبد أوام، وسك العملة باسمه.